# Epimelitta triangularis
Epimelitta triangularis là một loài bọ cánh cứng trong họ Cerambycidae.